# Franz Werthmann
Franz Werthmann (* 13. Oktober 1845 oder 1846 in Wiesenfeld; † 23. April 1920 ebenda) war Landwirt, Bürgermeister und Mitglied des Deutschen Reichstags.

## Leben
Werthmann besuchte die Volksschule und war seit 1872 Gastwirt und Landwirt in Wiesenfeld. Er machte als Soldat im 9. Infanterie-Regiment den Deutsch-Französischen Krieg 1870/71 mit. Im Vorstand des Kriegervereins war er seit 1875 und Bürgermeister seit 1893.
Von 1898 bis 1903 war er Mitglied des Deutschen Reichstags für den Wahlkreis Unterfranken 3 (Lohr, Karlstadt, Hammelburg, Marktheidenfeld, Gemünden) und die Deutsche Zentrumspartei. Zwischen 1899 und 1904 war er auch Mitglied der Bayerischen Kammer der Abgeordneten.